# Потьомкін Григорій Олександрович
Григо́рій Олекса́ндрович Потьо́мкін (нар. 13 (24) вересня 1739, Чижово — пом. 5 (16) жовтня 1791) — російський державний і військовий діяч, дипломат, генерал-фельдмаршал (з 1784), світліший князь (1776). Великий Гетьман Катеринославських та Чорноморських козацьких військ, прозваний козаками Гриць Нечеса (у деяких селянських переказах з'являється під іменем Катеринич). У 1775 за ініціативою Потьомкіна було ліквідовано Запорізьку Січ.

## Біографія
Народився у селі Чижово Духовщинського повіту (тепер Смоленська область, Росія). Мати — Дарія Василівна. З 1756 навчався в Московській університетській гімназії, звідки в 1760 виключений. Військову службу розпочав у кінній гвардії. За участь у палацовому перевороті 1762, внаслідок якого Катерина ІІ здобула російський престол, отримав чин гвардійського підпоручика. В цій події Потьомкін відіграв велику роль. Тоді він отримав в якості подарунка 10 тис. рублів і 4000 кріпаків, чин підпоручика гвардії. Учасник Російсько-турецької війни 1768-74, з 1768 — генерал-майор, з 1771 — генерал-поручик.
Керував анексією Російською імперією і первісним устроєм Новоросії, де володів колосальними земельними наділами і заснував ряд міст, включно з теперішніми обласними центрами Дніпром (1776), Херсоном (1778) і Миколаєвом (1789). Піднісся як фаворит, а з 8 червня 1774 року (за непідтвердженими відомостями) морганатичний чоловік Катерини II. У 1784 році нагороджений чином генерал-фельдмаршала. У Петербурзі вибудував для себе Таврійський палац. З 1770 став фаворитом Катерини II, набув вирішального впливу на внутрішньо- та зовнішньополітичні справи Російської імперії. Обіймав ряд високих державних і військових посад — член Державної Ради, генерал-ад'ютант (з 1774) та генерал-фельдмаршал (з 1784), Президент Військової колегії (з 1784).
У 1772 на одній з козацьких рад Потьомкін був записаний до Кущівського куреня Коша Запорізької Січі почесним козаком під прізвиськом Грицько Нечеса, через його перуку. В 1775 за ініціативою Потьомкіна було ліквідовано Запорізьку Січ. Обіймав посади: у 1774—1783 рр. генерал-губернатора Новоросійської губернії, 1775—1783 рр. — азовського губернатора, у 1783—1791 — катеринославський генерал-губернатор, з 1784 — таврійського губернатора, у 1785—1791 — астраханського губернатора, 1785—1791 — саратовського губернатора, 1787—1791 — Харківського губернатора. У 1783 Потьомкин зреалізував проєкт загарбання Криму Російською імперією, за що дістав титул «князя Таврійського».
З 1783 Потьомкін управляв новоствореним Катеринославським намісництвом, до складу якого увійшла значна частина південноукраїнських земель. Потьомкін, будучи добрим адміністратором і володіючи фактично необмеженою владою, здійснював заходи з колонізації Півдня України й Криму. 1776-го Потьомкін наказав не повертати селян-утікачів з Лівобережної та Правобережної України, чим сприяв заселенню та господарському освоєнню краю (найпаче після юридичного запровадження кріпацтва 1783 року в Лівобережжі та Слобожанщині). У період правління Потьомкіна почалося будівництво Миколаєва, Херсона, Катеринослава, Севастополя, було розпочато вивчення покладів руд і кам'яного вугілля на півдні України.
Потьомкін, розуміючи постійну загрозу російсько-турецького воєнного конфлікту (особливо після захоплення Росією території Кримського ханства) та спостерігаючи перехід колишніх запорожців на підвладні Туреччині землі, вважав за потрібне відновити українське козацтво. З 1783 Потьомкін вів перемовини з представниками колишньої запорізької старшини (Сидором Білим, Захарієм Чепігою) про створення нового добровільного козацького формування. В 1788-му Потьомкін підтримав проєкт В. В. Капніста про необхідність відновлення козацьких полків і сприяв організації Катеринославського козацького війська та Війська Вірних козаків (згодом — Чорноморське козацьке військо). У 1790 Потьомкіну було присвоєно титул великого гетьмана Катеринославського і Чорноморського козацького війська. 13 травня 1790 року став ініціатором створення Корпусу малоросійських піших стрільців, сформованого з українських козаків, міщан і селян для участі у війнах Російської імперії з Туреччиною та Швецією.
Підтримував стосунки з відомими діячами української культури — як-от Володимиром Золотницьким, Василем Рубаном, Лукою Січкарівим та іншими. У 1786 домігся затвердження проєкту відкриття університету в Катеринославі (не встиг його реалізувати). Толерантно ставився до діяльності греко-католицької церкви, підтримував єдиного в Російській імперії греко-католицького єпископа полоцького І. Лісовського.
Був головнокомандувачем російської армії впродовж російсько-турецької війни 1787-92 рр. Під час мирних російсько-турецьких перемовин 1791 Потьомкін захворів і помер на шляху з Ясс до Миколаєва у селі Корнешть. Був похований у Херсоні.
Тіло викрадене Росією за указом Путіна під час російсько-української війни у жовтні 2022 р. під час окупації м. Херсон. Навіщо ж Кремлю рештки Григорія Олександровича — невідомо. Однак, британський історик, на прізвище Монтефіоре вважає, що кістки засновника Миколаєва, Херсона та Дніпра можуть зіграти свою роль у «страхітливо грубій і видовищній виставі ультранаціоналізму».
Григорій Потьомкін підпадає під закон України «Про засудження та заборону пропаганди російської імперської політики в Україні і деколонізацію топонімії».

## Пам'ять
Пам'ятник Григорію Потьомкіну встановлений російськими окупантами у тимчасово окупованому Сімферополі.
Також погруддя Потьомкіну встановлено російськими окупантами у тимчасово окупованому Севастополі.

### Колишні топоніми та монументи
У місті Херсон російськими окупантами було демонтовано та вивезено пам'ятник Потьомкіну, також було розграбоване його поховання в церкві й вивезено рештки.
28 грудня 2022 року демонтовано статую Григорію Потьомкіну в композиції пам'ятника «Засновникам Одеси».
8 травня 2023 року в місті Миколаїв демонтовано погруддя Потьомкіну.
26 липня 2023 року в місті Херсон перейменовано Херсонський навчально-виховний комплекс «Загальноосвітня школа І ступеня — ІІ ступеня — колегіум» № 51 ім. Г. О. Потьомкіна на «Херсонський ліцей № 51 Херсонської міської ради».
У місті Херсон вулицю Потьомкінську перейменували на вулицю Михайла Грушевського.
У місті Охтирка перейменували провулок Потьомкіна на честь загиблого молодшого сержанта Василя Бичкова.
У місті Дружківка вулицю Потьомкіна перейменували на вулицю Миколи Руденка.
У місті Миколаїв вулицю Потьомкінську перейменували на вулицю Марка Кропивницького. Також сквер Потьомкінський перейменували на сквер Героїв Оборони Миколаєва.
У місті Снігурівка вулицю Потьомкіна перейменували на вулицю Гетьманську.
19 вересня 2024 року постановою №12043 Верховної Ради України село Потьомкине Херсонської області перейменували на село Незламне. Також село Князе-Григорівку перейменували на село Козацьку Слободу.

## Галерея

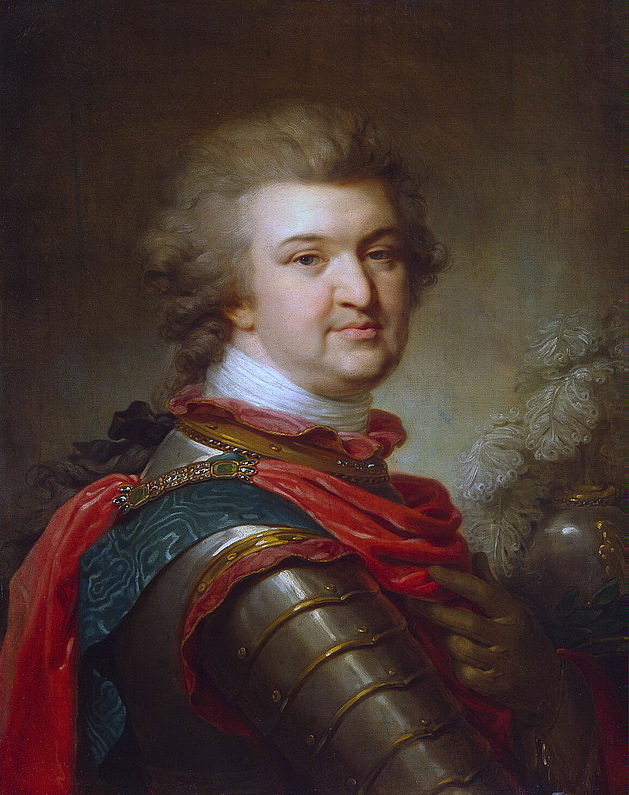
Портрет князя Григорія Потьомкіна-Таврійського, Йоганн Баптист Лампі старший (1751–1830)
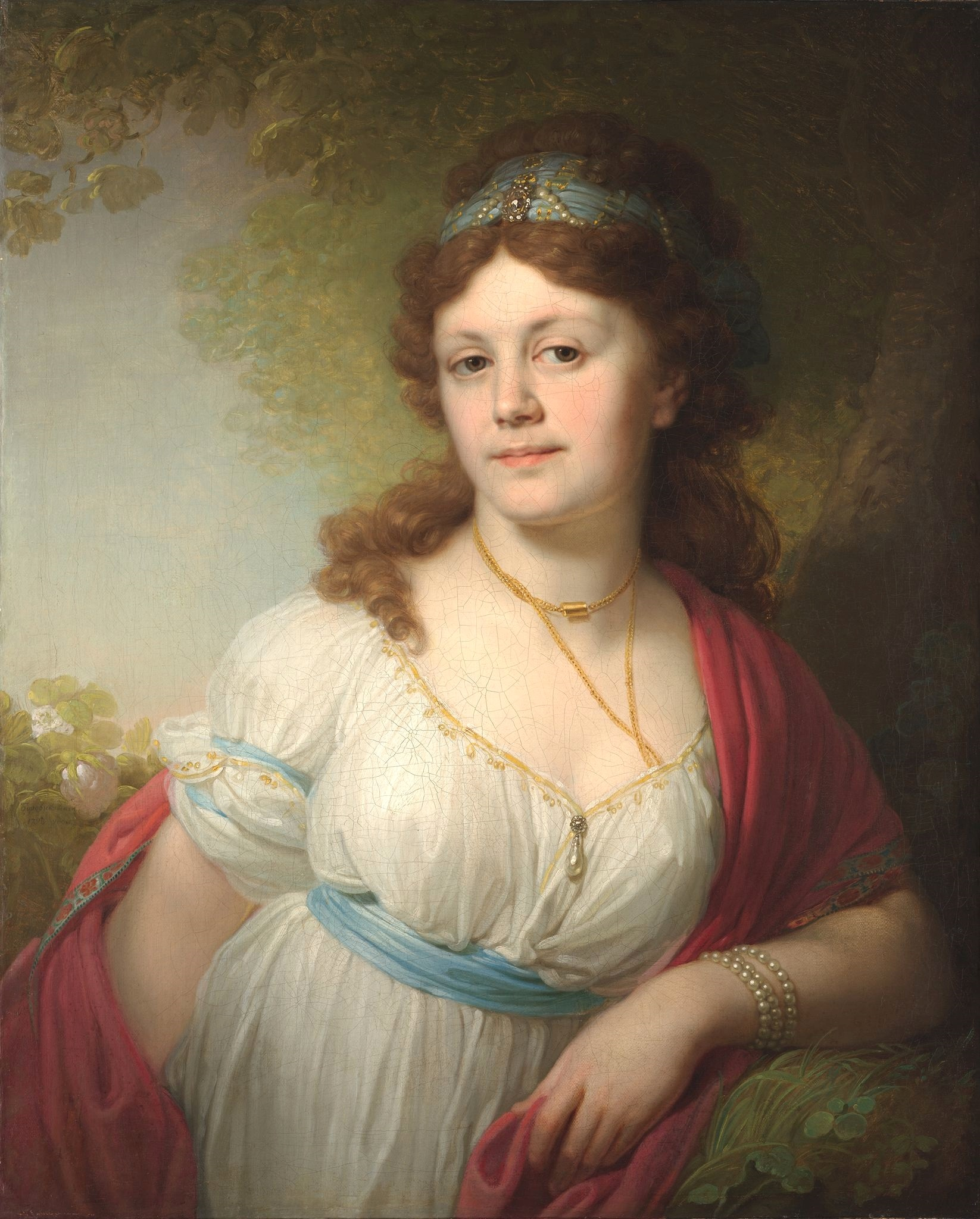
Донька, Єлизавета
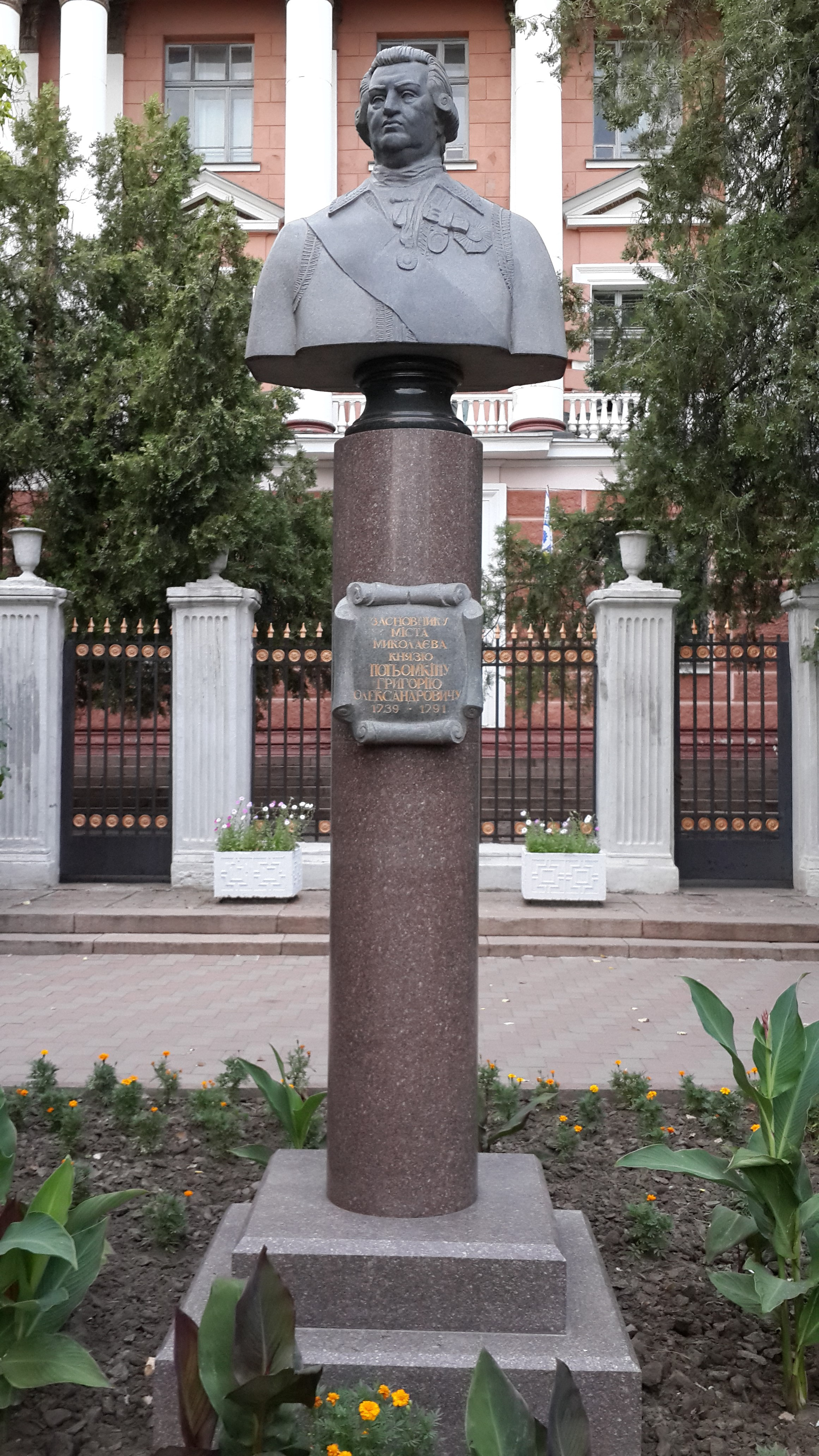
Пам'ятник Потьомкіну у місті Миколаїв (демонтовано)
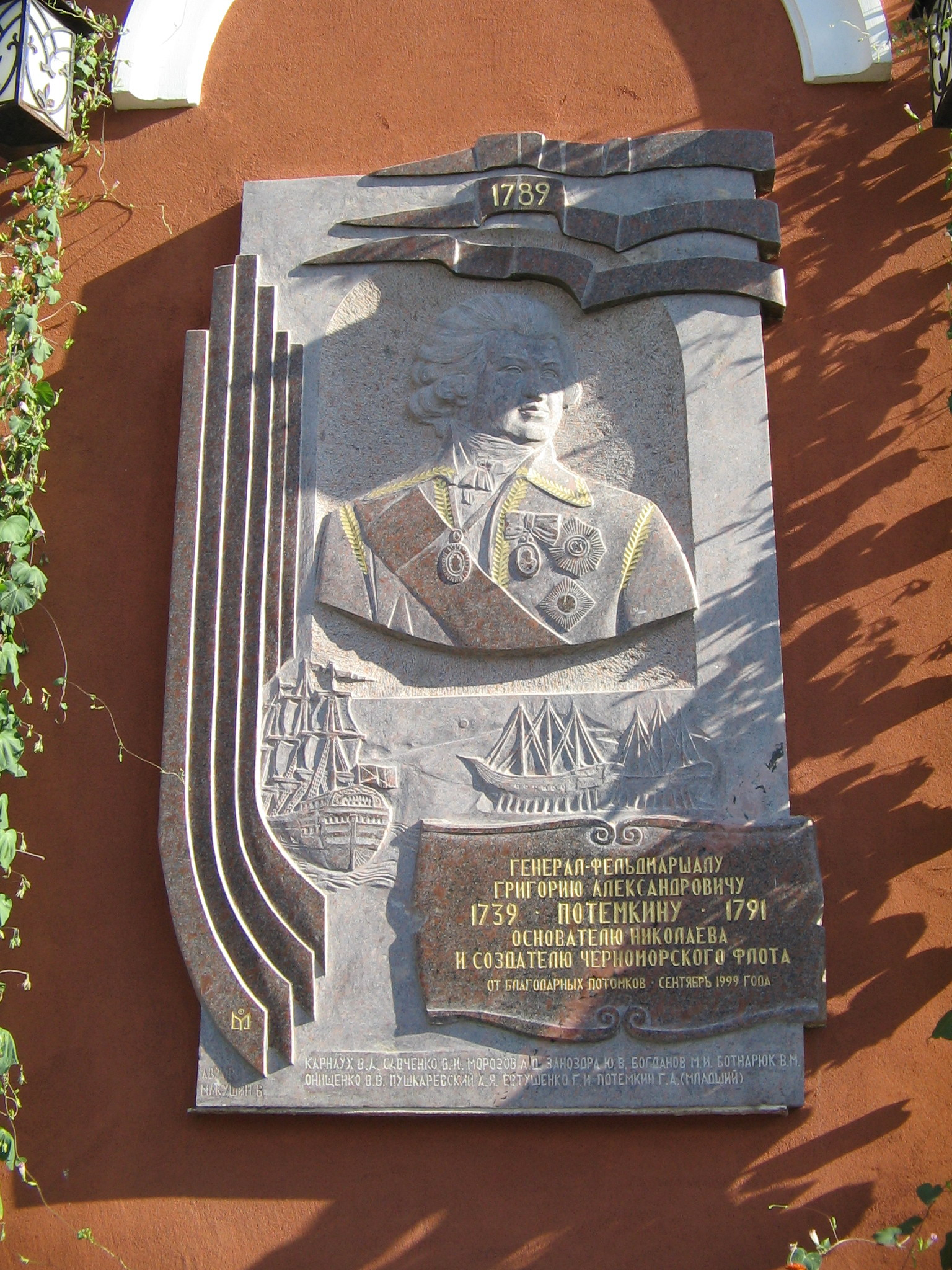
Меморіальна дошка Потьомкіну у місті Миколаїв (демонтована 2025 року)
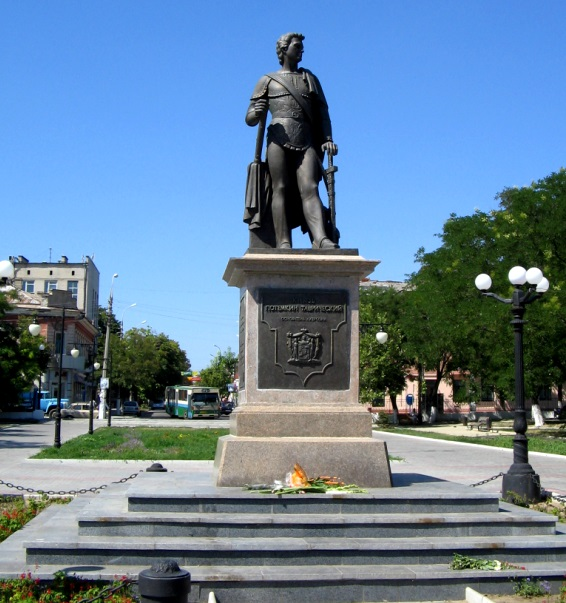
Пам'ятник Потьомкіну у місті Херсон (демонтований та вивезений до РФ)
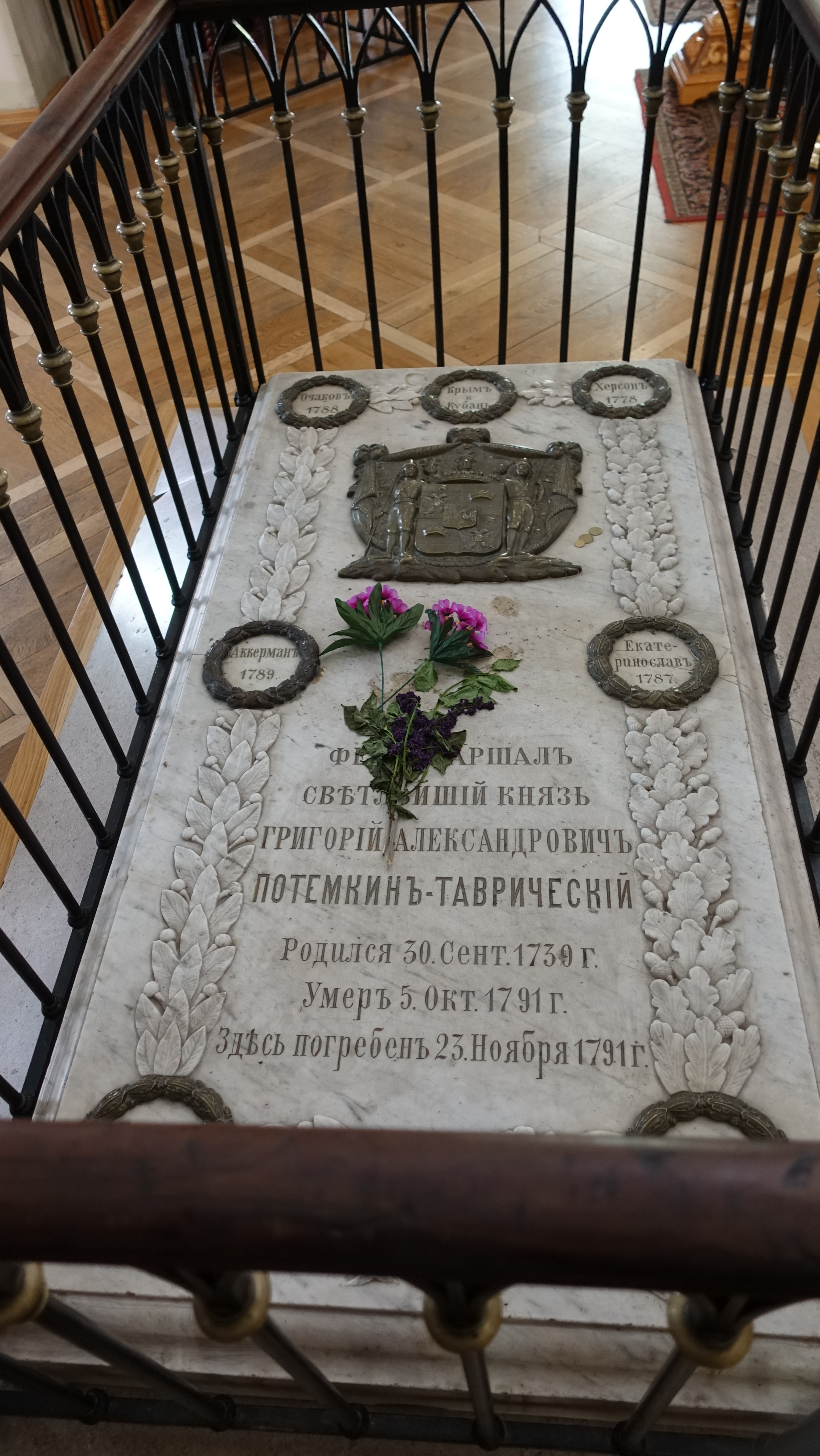
Колишня могила в Херсоні у Катерининському соборі. Прах був вивезений 2022 року російськими окупантами до РФ